# Bundesverband Deutscher Detektive
Der Bundesverband Deutscher Detektive e.V. (BDD) ist ein 1950 gegründeter Unternehmensverband für Detektive mit Sitz in Bonn. Die offizielle Webseite des Verbands ist seit 14. August 2022 nicht mehr erreichbar.
Im November 2021 verschmolz der Bundesverband Deutscher Detektive e. V. mit dem übernehmenden Bund internationaler Detektive e. V. zu dem nun neu geschaffenen und einzigen Berufsverband in Deutschland, dem Bundesverband des Detektiv- und Ermittlungsgewerbes (BuDEG). Dieser hat seinen Sitz in Berlin und stellt nun die einzige Interessensvertretung der Detektivbranche in Deutschland mit weit über 200 Mitgliedsdetekteien dar.

## Geschichte
Der Bund Deutscher Detektive wurde 1950 gegründet. Im Jahre 1964 wurde er erstmals im Spiegel erwähnt. Der Bundesverband Deutscher Detektive (BDD) ist dann aus dem 1983 erfolgten Zusammenschluss des Zentralverbandes der Auskunfteien und Detekteien (ZV), Berlin, und des Bundes Deutscher Detektive (BDD) e. V. entstanden. Er ist somit der Detektivverband mit der ältesten Berufstradition in Deutschland.
Sitz der Geschäftsstelle ist Buchholz in der Nordheide. Der BDD setzt sich für die Förderung des Ansehens des Berufsstandes in der Öffentlichkeit und für die Erhöhung seiner Akzeptanz in der Gesellschaft ein. Er vertritt die berufsständischen Interessen seiner Mitglieder gegenüber dem Parlament, den Landtagen/Senaten und den Körperschaften der Kommunen. Gegenüber der Öffentlichkeit vertritt er die Interessen seiner Mitglieder und schützt deren allgemeine wirtschaftliche und gewerbliche Anliegen. Die im BDD organisierten Detekteien verpflichten sich einer regelmäßigen Weiterbildung und müssen ein Aufnahme- und Prüfungsverfahren für eine Mitgliedschaft absolvieren.
Die verbandsinterne Schiedsstelle bietet im Streitfall Beratungsleistungen an.

## Organisation
An der Spitze des Verbandes steht der Verbandspräsident. Dieses Amt hat seit 2016 Raoul Oliver Classen inne. Als Vizepräsident fungiert Peter Schipp. Schatzmeister des Bundesverbands deutscher Detektive ist Johann Liebel.
Der Verband ist bundesweit vertreten und in sechs Landesgruppen organisiert. Zur Fort- und Weiterbildung seiner Mitglieder unterhält der BDD ein Lehrinstitut, das jährlich ein Fortbildungsseminar für Mitglieder und Gäste veranstaltet. Der Verband ist zusammen mit dem österreichischen und schweizerischen Detektivverband Gründungsmitglied der 1963 ins Leben gerufenen „Internationalen Kommission der Detektiv-Verbände (IKD)“. Ihr gehören derzeit 21 nationale Berufsverbände aus 18 Nationen an. Im BDD selbst sind derzeit neben den nationalen Detektiven Detekteien aus Belgien, Großbritannien, Japan, den Niederlanden, Österreich, Polen, Rumänien, der Schweiz, Spanien, Tschechien und der Türkei vertreten.
Zu den Ministerien, Behörden des Bundes und der Länder ist der Verband Mittler für alle mit dem Detektivgewerbe zusammenhängenden Fragen.
Sein ständiges Bemühen gilt der Erhöhung des Ansehens der Deutschen Detektive in der Öffentlichkeit. Die im BDD organisierten Detekteien setzen sich für die Förderung einer sach- und fachgerechten Ausbildung für den detektivischen Nachwuchs ein und arbeiten an geeigneten Maßnahmen, um eine öffentlich-rechtlich anerkannte Ausbildung für das Gewerbe im Rahmen der Erwachsenenfortbildung und eine gesetzlich geregelte Zulassung für das Gewerbe zu schaffen.

## Mitgliedschaften
Der BDD ist Mitglied in folgenden Organisationen:
- EHI Einzelhandelsverband
- Allianz für Sicherheit in der Wirtschaft e.V. (ASW) Berlin
- Internationale Kommission der Detektiv-Verbände (IKD) Wien
- Zentrale zur Bekämpfung unlauteren Wettbewerbs e.V. Frankfurt/Main
- Gesellschafter der Zentrale für die Ausbildung im Detektivgewerbe GmbH (ZAD) Geldern